# Јово Станојевић
Јово Станојевић (Сомбор, 27. септембар 1977) је бивши српски кошаркаш. Играо је на позицији центра.

## Клупска каријера
Сениорску каријеру је започео са свега 16 година у Војводини. Као један од најталентованијих играча у СР Југославији два пута је учествовао на Најки Хуп Самиту (1995, 1996).
Године 1996. долази у Црвену звезду. Са њима осваја титулу првака СР Југославије 1998. године и дебитује у Евролиги у сезони 1998/99. Након одласка из Звезде проводи једну сезону у израелском Макабију Раанани, да би 2001. године дошао на једну сезону у Партизан. Са црно-белима је освојио још једну титулу првака државе као и куп СР Југославије, а био је и проглашен за најкориснијег играча ЈУБА лиге.
Од 2002. до 2007. године је играо у берлинској Алби и са њима је за то време освојио једну титулу првака Немачке и два купа. Такође је два пута био најкориснији играч Бундеслиге. Након тога се 2007. године вратио накратко у Србију и потписао уговор са Мега Аква Монтом, да би потом играо до краја сезоне 2007/08. у пољском Прокому и са њима освојио национално првенство и куп. Следеће дестинације су му били Бешикташ и Кијев.
У фебруару 2009. се вратио у српску кошарку и потписао уговор са Војводином Србијагас. Сезону 2009/10. проводи у турском Кепезу. Током 2010. године кратко је играо за Ал Кувајт. 
У јуну 2010. се вратио у Турску где је играо до краја каријере, прво за Пинар Каршијаку а затим за ТЕД Анкару. Ту је у позним годинама пружао сјајне партије. У августу 2013. је одлучио да заврши каријеру.

## Успеси

### Клупски
- Црвена звезда:
  - Првенство СР Југославије (1): 1997/98.
- Партизан:
  - Првенство СР Југославије (1): 2001/02.
  - Куп СР Југославије (1): 2001/02.
- АЛБА Берлин:
  - Првенство Немачке (1): 2002/03.
  - Куп Немачке (2): 2003, 2006.
- Проком:
  - Првенство Пољске (1): 2007/08.
  - Куп Пољске (1): 2008.

### Појединачни
- Најкориснији играч Првенства СР Југославије (1): 2001/02.
- Најкориснији играч Првенства Немачке (2): 2002/03, 2005/06.
- Учесник Ол-стар утакмице Првенства СР Југославије (2): 1998/99, 1999/00.
- Учесник Ол-стар утакмице Првенства Немачке (3): 2002/03, 2003/04, 2004/05.

### Репрезентативни
- Европско првенство до 22 године:  1996.
- Медитеранске игре:  1997.
- Светско првенство до 22 године:  1997.
- Европско првенство до 22 године:  1998.
- Универзијада:  2001.